# مستحية نحيلة الأوراق
مستحية نحيلة الأوراق (الاسم العلمي: Mimosa tenuiflora)، هي شجرة معمرة أو شجيرة موطنها المنطقة الشمالية الشرقية من البرازيل (بارايبا، ريو). غراندي دو نورتي، سيارا، بيرنامبوكو، باهيا) وتوجد في أقصى الشمال حتى جنوب المكسيك (ولاية واهاكا وساحل تشياباس)، وأيضًا في: السلفادور وهندوراس وبنما وكولومبيا وفنزويلا. غالبًا ما يُعثر عليها على ارتفاعات منخفضة، ولكن يمكن العثور عليها على ارتفاعات تصل إلى 1000 متر (3300 قدم).